# پامپلیگا
پامپلیگا (به اسپانیایی: Pampliega) یک شهرستان در اسپانیا است.